# Туберон
Туберон (на латински: Tubero) може да се отнася за:
- Когномен на римската фамилия Елии
- Публий Елий Туберон (претор), претор 201 и 177 пр.н.е.
- Квинт Елий Туберон, народен трибун 194 пр.н.е.
- Квинт Елий Туберон, юрист, народен трибун 133 пр.н.е., претор 123 пр.н.е. и суфектконсул 118 пр.н.е.
- Луций Елий Туберон (историк), офицер и историк 58 пр.н.е.
- Луций Елий Туберон, легат и близък приятел на Цицерон, 1 век пр.н.е.
- Квинт Елий Туберон, консул 11 пр.н.е.; син на легата Луций
- Луций Сей Туберон, суфектконсул 18 г.; брат на Сеян